# Wacker 04 Berlin
Wacker 04 Berlin – niemiecki klub piłkarski, mający siedzibę w Berlinie, w okręgu administracyjnym Reinickendorf, działający w latach 1904–1994.

## Historia
- 25.07.1904 – został założony jako Reinickendorf FC West 04
- 1908 – połączył się z Tegeler FC Hohenzollern 1905 tworząc SC Wacker 04 Tegel
- 1945 – został rozwiązany
- 1946 – został na nowo założony jako SG Reinickendorf-West
- 1949 – zmienił nazwę na SC Wacker 04 Berlin
- 02. 06. 1994 – ogłosił upadłość i połączył się z BFC Alemannia 90 tworząc BFC Alemannia 90/Wacker

## Sukcesy
- 16 sezonów w Oberlidze Berlin (1. poziom): 1946/47-1955/56 i 1957/58-1962/63.
- 11 sezonów w Regionallidze Nord (2. poziom): 1963/64-1973/74.
- 4 sezony w 2. Bundeslidze Nord (2. poziom): 1974/75-1976/77 i 1978/79.
- mistrzostwo Berlina: 1972